# Leyes Fundamentales del Reino
Le Leggi fondamentali del Regno (Leyes Fundamentales del Reino, o del Estado), sono state un gruppo di sette leggi costituzionali che organizzarono i poteri dello Stato in Spagna durante il regime franchista.

## Storia
La prima legge costituzionale fu emanata il 9 marzo 1938, direttamente da Francisco Franco così come la seconda del 1942 sull'organizzazione dello Stato, l'ultima nel 1967 (‘’Ley Orgánica del Estado’’) dalle Cortes Españolas.
Dal 1945 tali leggi dovevano essere ratificate da un referendum nazionale.
Nel 1947 con la Legge di successione al Capo dello Stato si rese obbligatorio un referendum per modificare una legge fondamentale.
Durante la transizione spagnola, fu promulgata dalle Cortes Españolas un'ottava legge, sottoposta a referendum popolare il 15 dicembre 1976, necessaria per modificare il quadro legislativo passato, effettuare riforme politiche tra cui la soppressione delle stesse Cortes e l'indizione di elezioni a suffragio universale.
Verranno abrogate con la nuova Costituzione spagnola del 1978.

## Le leggi fondamentali
- 1 Fuero del Trabajo - Regolava l'impiego e la vita economica, in particolare in materia di orario di lavoro, ferie, salari minimi e prezzi. Con una visione ancora cattolico-falangista, fu influenzata dalla Carta del Lavoro italiana del 1927, indicando come il lavoro non poteva essere ridotto a merce o andare contro la dignità del lavoratore.
- 2 Ley Constitutiva de las Cortes - istituiva il 17 luglio 1942 le Cortes Españolas.
- 3 Fuero de los Españoles - La Carta degli spagnoli nel 1945. Si fissavano diritti e doveri dei cittadini.
- 4 Ley del Referéndum Nacional - Nel 1945 si stabilisce l'uso del referendum per approvare le questioni importanti.
- 5 Ley de Sucesión en la Jefatura del Estado - Del 1947 e regolava la successione. La Spagna è configurata come un regno, con Franco però Capo dello Stato a vita con la possibilità di nominare il suo successore. Venne creato inoltre il Consiglio della Corona e il Consiglio di Reggenza.
- 6 Ley de Principios del Movimiento Nacional - Stabilì nel 1958 i principi guida dell'ordinamento giuridico franchista.
- 7 Ley Orgánica del Estado - Del 1966. Si enumeravano i fini dello Stato, si prevedeva una quota di eletti nelle Cortes, si fissavano i poteri del Capo dello Stato, e si dichiarava la sua responsabilità politica. Fu sottoposta a referendum confermativo.
- 8 Ley para la Reforma Política - Questa legge nel 1976 ha stabilito le condizioni minime per eleggere un Parlamento a suffragio universale e le procedure per realizzare la riforma costituzionale delle Leggi Fondamentali dello Stato.[3]